# آیرا (تگزاس)
آیرا (به انگلیسی: Ira) یک منطقهٔ مسکونی در ایالات متحده آمریکا است که در شهرستان اسکوری، تگزاس واقع شده‌است. آیرا ۶۹۱٫۹ متر بالاتر از سطح دریا واقع شده‌است.